# Monumento a José Bernardo Iturraspe
El monumento a José Bernardo Iturraspe está ubicado en la plaza Vélez Sarsfield de San Francisco (Córdoba). Es una de las principales obras del artista plástico Miguel Pablo Borgarello, como homenaje al fundador de la ciudad, José Bernardo Iturraspe. Fue inaugurada el 9 de septiembre de 1968. 

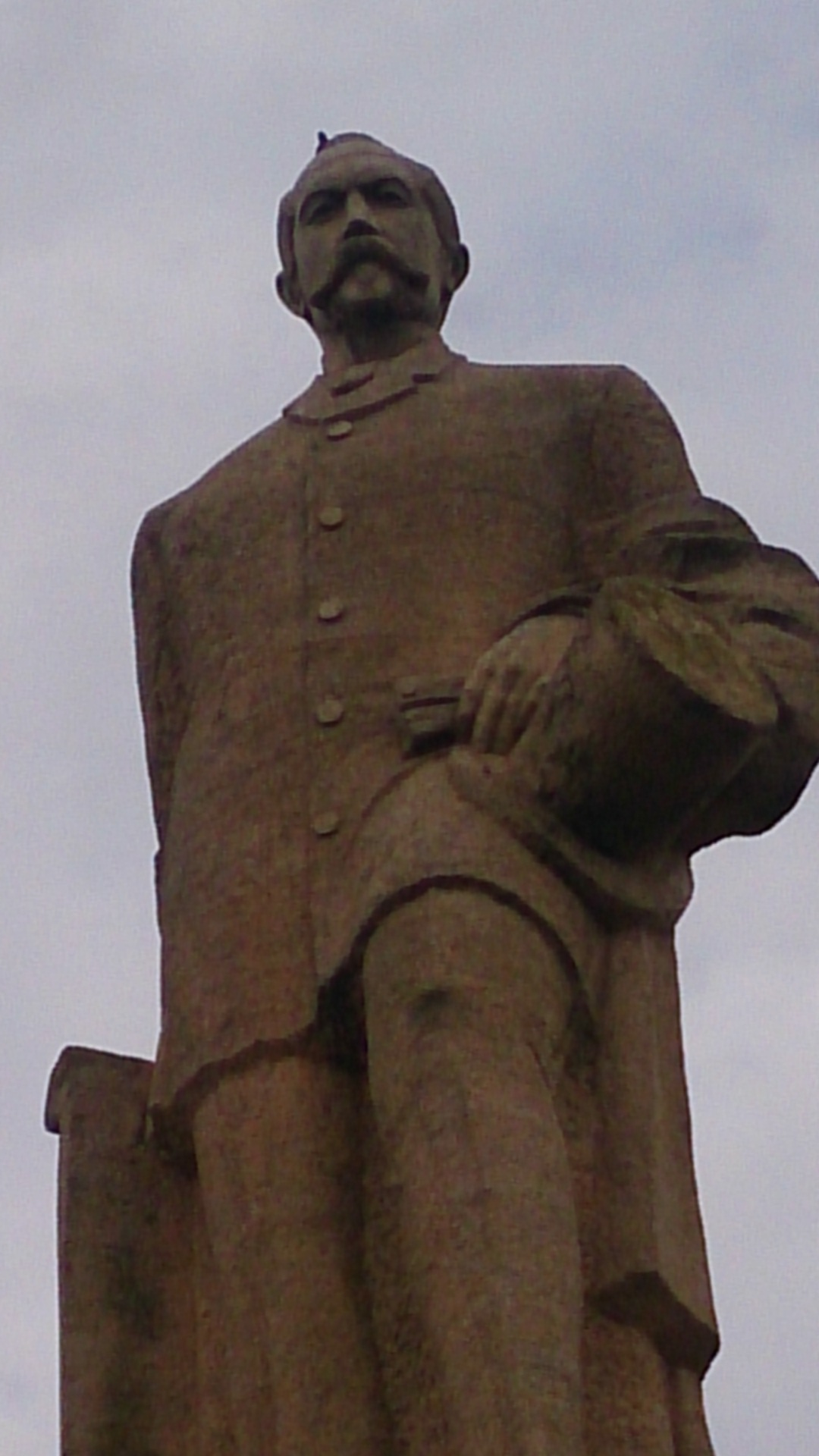
Monumento iturraspe

## Características
La imagen de Iturraspe está esculpida a partir de una fotografía de cuando tenía 55 años. Para su construcción se utilizaron piedras reconstituidas (polvo y granulado de mármol) provenientes de canteras cordobesas. Las cuatro figuras alegóricas, que fueron inauguradas al año siguiente, alcanzan los 2,65 metros y representan la agricultura, la ganadería, la industria y el comercio. El monumento en su totalidad mide 15 metros.
El diseño de la base y el pedestal estuvo a cargo del arquitecto Oclir Badino y su construcción fue realizada por Eros y Amadeo Molinelli.

## Historia
Los restos de José Bernardo Iturraspe fueron traídos a la ciudad de San Francisco en 1910, y desde entonces se comenzó a planear la construcción del monumento al fundador. El 13 de septiembre de 1936 se colocó la piedra fundamental de la ciudad y se creó una Comisión Pro monumento. Tras 32 años de vicisitudes y distintas comisiones, finalmente el 9 de septiembre de 1968 se inauguró el monumento y se colocaron en su base los restos de Iturraspe. 

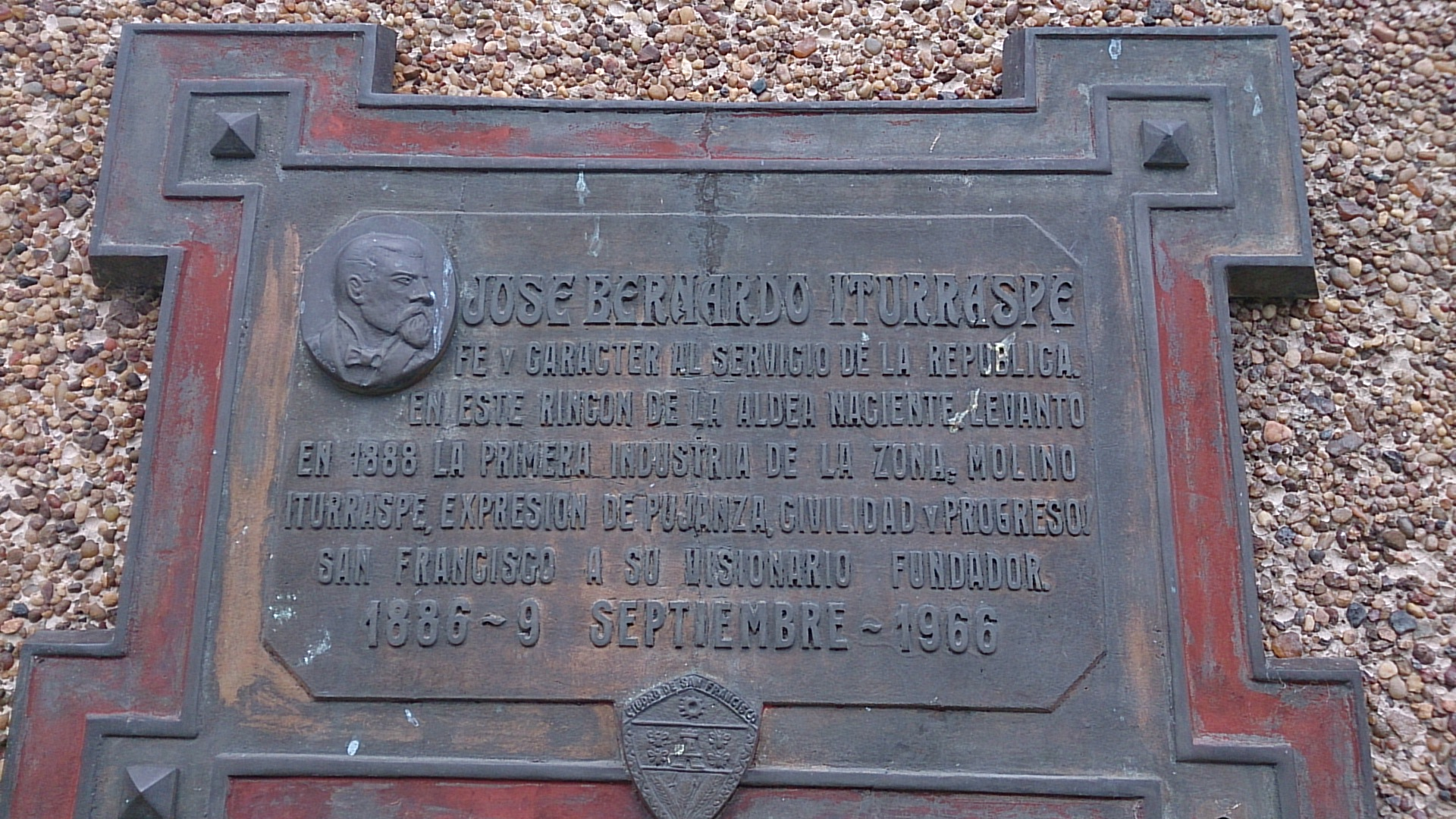
Placa iturraspe

Las cenizas del escultor Miguel Pablo Borgarello (fallecido en Córdoba  el 13 de febrero de 1995), también fueron depositadas en la base del monumento el 20 de septiembre de 1998.